# Giovanni Battista Morgagni

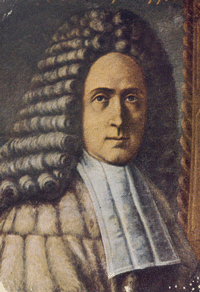

Giambattista Morgagni (ur. 25 lutego 1682, zm. 6 grudnia 1771) – włoski anatom i patomorfolog z Padwy. 
W 1711 objął stanowisko profesora Uniwersytetu w Padwie. Twórca anatomii patologicznej. W 1761 ukazało się jego dwutomowe dzieło De sedibus et causis morborum per anatomen indagatis („O siedzibach i przyczynach chorób wykrytych drogą sekcyjną”), która zawiera także wiele prac Valsalvy. Jako pierwszy powiązał objawy kliniczne choroby z pośmiertnymi zmianami narządowym.